# Noisy-le-Grand
Noisy-le-Grand je vzhodno predmestje Pariza in občina v  departmaju Seine-Saint-Denis osrednje francoske regije Île-de-France. Leta 1999 je imelo naselje 58.217 prebivalcev.
Občina je del sektorja Porte de Paris, enega od štirih sektorjev novoustanovljenega mesta Marne-la-Vallée.

## Geografija
Noisy-le-Grand leži na skrajnem jugovzhodu departmaja 15 km vzhodno od središča Pariza ob reki Marni. Občina meji na vzhodu na Émerainville in Champs-sur-Marne, na jugu na Pontault-Combault in Le Plessis-Trévise, na zahodu na Villiers-sur-Marne in Bry-sur-Marne, na severozahodu na Neuilly-Plaisance, na severu na Neuilly-sur-Marne, na severovzhodu pa na Gournay-sur-Marne.
Noisy-le-Grand sestavljajo četrti Bords de Marne (La Varenne, Rive Charmante, Rive de Marne), Cormiers, Hauts Bâtons, Champy, Butte Verte, Les Richardets, Yvris, Pavé Neuf, Palacio, Grenouillère, Marnois, Centre, Mont d'Est, Bois Saint-Martin, Terrain Rouge in Les Coteaux.

## Administracija
Noisy-le-Grand je sedež istoimenskega kantona, v katerega je vključena poleg njegove še občina Gournay-sur-Marne s 64.142 prebivalci. Kanton je sestavni del okrožja Le Raincy.

## Zgodovina
Ime naselja izhaja iz srednjeveško latinskega nucetum v pomenu oreha. Vzdevek le-Grand je bil dodan v srednjem veku verjetno zaradi ločitve od manjše naselbine Noisy-le-Sec (Nucenum Minus).